# San Martín de los Herreros
San Martín de los Herreros es una localidad y pedanía de la provincia de Palencia (Castilla y León, España) que pertenece al municipio de Cervera de Pisuerga.

## Geografía
Está a una distancia de 10 km de Cervera de Pisuerga, la capital municipal, en la comarca de Montaña Palentina.

## Historia
San Martín de los Herreros fue municipio independiente hasta 1974. Ese año pasó a formar parte del municipio de Cervera de Pisuerga.

## Geografía humana

### Demografía
| Gráfica de evolución demográfica de San Martín de los Herreros entre 1842 y 1970 |
| |
| Población de derecho según los censos de población del INE Población de hecho según los censos de población del INEEntre el censo de 1857 y el anterior, crece el término del municipio porque incorpora a 345100 (Ruesga) y 34513 (Ventanilla) Entre el censo de 1887 y el anterior, aparece este municipio porque cambia de nombre y desaparece el municipio 34513 (Ventanilla), recupera su antigua denominación Entre el censo de 1877 y el anterior, este municipio desaparece porque cambia de nombre y aparece como el municipio 34513 (Ventanilla) Entre el censo de 1981 y el anterior, este municipio desaparece porque se integra en el municipio 34056 (Cervera de Pisuerga) |

Evolución de la población en el siglo XXI
| Gráfica de evolución demográfica de San Martín de los Herreros entre 2000 y 2020 |
|                                                                                  |
| Población de derecho (2000-2020) según el padrón municipal del INE               |

## Fiestas
Durante el mes de agosto, del 14 al 18, se celebra la fiesta de San Roque, patrón del pueblo. Una procesión recorre el kilómetro que llega hasta la ermita del santo donde se celebra una misa al aire libre en el campo anexo.